# Qualificazioni alla Coppa d'Asia 2015
Questa voce raccoglie un approfondimento sui risultati degli incontri e sulle classifiche per l'accesso alla fase finale della Coppa d'Asia 2015.

## Squadre partecipanti
Le prime tre classificate nell'edizione 2011 e la nazione organizzatrice si sono qualificate automaticamente alla fase finale. Altri due posti sono stati riservati alle squadre vincitrici delle edizioni 2012 e 2014 della AFC Challenge Cup. Gli altri 11 posti sono stati assegnati tramite le qualificazioni.
| Pr. | Squadra             | Data di qualificazione certa | Partecipante in quanto                                         | Ultima presenza                           |
| --- | ------------------- | ---------------------------- | -------------------------------------------------------------- | ----------------------------------------- |
| 1   | Australia           | 5 gennaio 2011               | Rappresentativa della nazione organizzatrice della fase finale | Qatar 2011                                |
| 2   | Giappone            | 25 gennaio 2011              | Vincitrice della Coppa d'Asia 2011                             | Qatar 2011                                |
| 3   | Corea del Sud       | 25 gennaio 2011              | 3ª classificata nella Coppa d'Asia 2011                        | Qatar 2011                                |
| 4   | Corea del Nord      | 19 marzo 2012                | Vincitrice della AFC Challenge Cup 2012                        | Qatar 2011                                |
| 5   | Oman                | 19 novembre 2013             | 1° nel gruppo A delle qualificazioni                           | Indonesia-Malesia-Thailandia-Vietnam 2007 |
| 6   | Arabia Saudita      | 15 novembre 2013             | 1° nel gruppo C delle qualificazioni                           | Qatar 2011                                |
| 7   | Qatar               | 19 novembre 2013             | 2° nel gruppo D delle qualificazioni                           | Qatar 2011                                |
| 8   | Bahrein             | 19 novembre 2013             | 1° nel gruppo D delle qualificazioni                           | Qatar 2011                                |
| 9   | Emirati Arabi Uniti | 19 novembre 2013             | 1° nel gruppo E delle qualificazioni                           | Qatar 2011                                |
| 10  | Uzbekistan          | 19 novembre 2013             | 2° nel gruppo E delle qualificazioni                           | Qatar 2011                                |
| 11  | Iran                | 19 novembre 2013             | 1° nel gruppo B delle qualificazioni                           | Qatar 2011                                |
| 12  | Kuwait              | 19 novembre 2013             | 2° nel gruppo B delle qualificazioni                           | Qatar 2011                                |
| 13  | Giordania           | 4 febbraio 2014              | 2° nel gruppo A delle qualificazioni                           | Qatar 2011                                |
| 14  | Iraq                | 5 marzo 2014                 | 2° nel gruppo C delle qualificazioni                           | Qatar 2011                                |
| 15  | Cina                | 5 marzo 2014                 | Migliore terza                                                 | Qatar 2011                                |
| 16  | Palestina           | 30 maggio 2014               | Vincitrice della AFC Challenge Cup 2014                        | Esordiente                                |

## Formato
Un sorteggio preliminare si è svolto a Melbourne il 9 ottobre 2012. L'AFC ha deciso che le 20 squadre partecipanti alle qualificazioni saranno divise in 5 gruppi da 4 squadre ognuno. Le prime due più la migliore terza si qualificheranno per la fase finale.
| Urna 1                                         | Urna 2                                                  | Urna 3                                                 | Urna 4                                                  |
| ---------------------------------------------- | ------------------------------------------------------- | ------------------------------------------------------ | ------------------------------------------------------- |
| - Uzbekistan - Qatar - Giordania - Iran - Iraq | - Cina - Bahrein - Siria - Emirati Arabi Uniti - Kuwait | - Arabia Saudita - Oman - Thailandia - Yemen - Vietnam | - Malaysia - Singapore - Indonesia - Libano - Hong Kong |

Le seguenti squadre non hanno preso parte al sorteggio principale ma, partecipando all'AFC Challenge Cup 2012 e 2014, possono partecipare alla fase finale vincendo queste due manifestazioni:
- Afghanistan † ‡
- Bangladesh †
- Bhutan †
- Birmania † ‡
- Brunei ‡
- Cambogia † ‡

- Corea del Nord †
- Filippine † ‡
- Guam ‡
- India † ‡
- Kirghizistan † ‡
- Laos † ‡

- Macao † ‡
- Maldive † ‡
- Mongolia † ‡
- Nepal † ‡
- Pakistan † ‡

- Palestina † ‡
- Sri Lanka † ‡
- Tagikistan † ‡
- Taipei cinese † ‡
- Turkmenistan † ‡

Note
- † Partecipanti alle qualificazione dell'AFC Challenge Cup 2012
- ‡ Partecipanti alle qualificazione dell'AFC Challenge Cup 2014
- Timor Est era l'unica nazionale non partecipante né alla Challenge Cup 2012 né all'edizione 2014
- Isole Marianne Settentrionali hanno partecipato alle qualificazioni per la Challenge Cup 2014 ma non era chiaro se potesse essere tra le candidate per un posto per la fase finale del 2015

## Fase a gruppi

### Gruppo A

#### Classifica
| Pos. | Squadra   | Pt | G | V | N | P | GF | GS | DR  |
| ---- | --------- | -- | - | - | - | - | -- | -- | --- |
| 1.   | Oman      | 14 | 6 | 4 | 2 | 0 | 7  | 1  | +6  |
| 2.   | Giordania | 12 | 6 | 3 | 3 | 0 | 10 | 3  | +7  |
| 3.   | Siria     | 4  | 6 | 1 | 1 | 4 | 7  | 7  | 0   |
| 4.   | Singapore | 3  | 6 | 1 | 0 | 5 | 4  | 17 | -13 |

#### Risultati
| Arbitro: | Valentin Kovalenko |

|                                             |           |  |
| Abdallah 18’ Bani Attiah 52’ Hayel 55’, 74’ | Marcatori |  |

| Arbitro: | Tan Hai |

|                |           |  |
| Al-Muqbali 39’ | Marcatori |  |

| Arbitro: | Masaaki Toma |

|  |           |                       |
|  | Marcatori | 15’ Said 45’ Al-Farsi |

| Arbitro: | Khalil Al Ghamdi |

|              |           |              |
| Sahyouni 49’ | Marcatori | 57’ Al Laham |

| Arbitro: | Kim Sang-Woo |

|                     |           |          |
| Amri 62’ Jun Yi 81’ | Marcatori | 89’ Rafe |

| Amman 15 ottobre 2013, ore 18:00 UTC+3 | Giordania       | 0 – 0 referto | Oman | Amman International Stadiuma (6.423 spett.)\| Arbitro: \| Nawaf Shukralla \| |
| Arbitro:                               | Nawaf Shukralla |               |      |                                                                              |

| Arbitro: | Minoru Tōjō |

|                                                |           |  |
| Malki 10’ Al Douni 83’ Jafal 86’ Al Agha 90+1’ | Marcatori |  |

| Arbitro: | Abdulrahman Abdou |

|  |           |                |
|  | Marcatori | 90+1’ Al-Farsi |

| Mascate 31 gennaio 2014, ore 18:30 UTC+4 | Oman               | 0 – 0 referto | Giordania | Complesso sportivo del Sultano Qabus (7.000 spett.)\| Arbitro: \| Mohamed Al Zarouni \| |
| Arbitro:                                 | Mohamed Al Zarouni |               |           |                                                                                         |

| Arbitro: | Tan Hai |

|                 |           |                                        |
| Amri 84’ (rig.) | Marcatori | 44’ Bawab 58’ Hayel 90+2’ Al-Rawashdeh |

| Arbitro: | Ravshan Irmatov |

|                |           |             |
| Bawab 24’, 60’ | Marcatori | 80’ Khribin |

| Arbitro: | Ko Hyung-Jin |

|                            |           |           |
| Al-Hosni 19’ Said 51’, 69’ | Marcatori | 78’ Ishak |

### Gruppo B

#### Classifica
| Pos. | Squadra    | Pt | G | V | N | P | GF | GS | DR  |
| ---- | ---------- | -- | - | - | - | - | -- | -- | --- |
| 1.   | Iran       | 16 | 6 | 5 | 1 | 0 | 18 | 5  | +13 |
| 2.   | Kuwait     | 9  | 6 | 2 | 3 | 1 | 10 | 7  | +3  |
| 3.   | Libano     | 8  | 6 | 2 | 2 | 2 | 12 | 14 | -2  |
| 4.   | Thailandia | 0  | 6 | 0 | 0 | 6 | 7  | 21 | -14 |

#### Risultati
| Arbitro: | Yūichi Nishimura |

|                                                                |           |  |
| Ghoochannejhad 26’, 62’ Nekounam 45+1’ (rig.), 61’ (rig.), 80’ | Marcatori |  |

| Arbitro: | Ryuji Sato |

|               |           |                                         |
| Chanathip 76’ | Marcatori | 25’ (aut.) Theeraton 59’ Fadel 65’ Aman |

| Arbitro: | Kim Dong-jin |

|                                                  |           |                    |
| Chaito 6’, 22’ Haidar 31’ Maatouk 72’ Atwi 90+1’ | Marcatori | 49’, 85’ Puangchan |

| Arbitro: | Lee Min-Hu |

|           |           |             |
| Awadh 76’ | Marcatori | 45’ Shojaei |

| Arbitro: | Ravshan Irmatov |

|             |           |            |
| Ghaddar 50’ | Marcatori | 26’ Nasser |

| Arbitro: | Abdullah Balideh |

|                                 |           |            |
| Hosseini 67’ Ghoochannejhad 70’ | Marcatori | 80’ Dangda |

| Madinat al-Kuwait 15 novembre 2013, ore 18:35 UTC+3 | Kuwait           | 0 – 0 referto | Libano | Al Kuwait Sports Club Stadium (11.500 spett.)\| Arbitro: \| Khalil Al Ghamdi \| |
| Arbitro:                                            | Khalil Al Ghamdi |               |        |                                                                                 |

| Arbitro: | Benjamin Williams |

|  |           |                                                  |
|  | Marcatori | 28’ Dejagah 43’ Ghoochannejhad 90+5’ Jahanbakhsh |

| Arbitro: | Tan Hai |

|            |           |                                                                |
| Haidar 79’ | Marcatori | 39’ Sadeghi 51’ Dejagah 55’ (rig.) Nekounam 64’ Ghoochannejhad |

| Arbitro: | Valentin Kovalenko |

|                                  |           |             |
| Nasser 19’, 70’ Awadh 56’ (rig.) | Marcatori | 68’ Mongkol |

| Arbitro: | Valentin Kovalenko |

|                                        |           |                        |
| Karimi 2’ Sadeghian 61’ Ansarifard 90’ | Marcatori | 18’ Ali 89’ Al-Rashidi |

| Arbitro: | Yudai Yamamoto |

|                                  |           |                                                |
| Winothai 23’ (rig.) Kraisorn 75’ | Marcatori | 2’ Ghaddar 19’, 46’ Maatouk 45’ Saad 63’ Antar |

### Gruppo C

#### Classifica
| Pos. | Squadra        | Pt | G | V | N | P | GF | GS | DR |
| ---- | -------------- | -- | - | - | - | - | -- | -- | -- |
| 1.   | Arabia Saudita | 16 | 6 | 5 | 1 | 0 | 9  | 3  | +6 |
| 2.   | Iraq           | 9  | 6 | 3 | 0 | 3 | 7  | 6  | +1 |
| 3.   | Cina           | 8  | 6 | 2 | 2 | 2 | 5  | 6  | -1 |
| 4.   | Indonesia      | 1  | 6 | 0 | 1 | 5 | 2  | 8  | -6 |

#### Risultati
| Arbitro: | Minoru Tōjō |

|             |           |  |
| Mahmoud 66’ | Marcatori |  |

| Arbitro: | Ravshan Irmatov |

|                            |           |               |
| Al-Muwallad 23’ Hazazi 77’ | Marcatori | 29’ Zhao Xuri |

| Arbitro: | Benjamin Williams |

|                |           |  |
| Yu Dabao 90+3’ | Marcatori |  |

| Arbitro: | Kim Jong-Hyeok |

|            |           |                   |
| Solossa 5’ | Marcatori | 14’, 55’ Al-Salem |

| Arbitro: | Abdul Malik Abdul Bashir |

|             |           |           |
| Solossa 68’ | Marcatori | 36’ Wu Xi |

| Arbitro: | Abdullah Al Hilali |

|  |           |                             |
|  | Marcatori | 34’ Hawsawi 78’ Al-Shamrani |

| Arbitro: | Peter Green |

|              |           |  |
| Wu Lei 45+1’ | Marcatori |  |

| Arbitro: | Masaaki Toma |

|                            |           |             |
| Al-Jassim 18’ Al-Faraj 60’ | Marcatori | 45’ Mahmoud |

| Arbitro: | Ravshan Irmatov |

|  |           |                             |
|  | Marcatori | 26’ Ahmad 32’ (rig.) Kerrar |

| Xi'an 19 novembre 2013, ore 19:35 UTC+8 | Cina         | 0 – 0 referto | Arabia Saudita | Shaanxi Province Stadium (36.016 spett.)\| Arbitro: \| Kim Dong-jin \| |
| Arbitro:                                | Kim Dong-jin |               |                |                                                                        |

| Arbitro: | Yūichi Nishimura |

|                             |           |                        |
| Mahmoud 23’, 43’ Kadhim 58’ | Marcatori | 73’ (rig.) Zhang Xizhe |

| Arbitro: | Ammar Al-Jeneibi |

|                 |           |  |
| Al-Muwallad 87’ | Marcatori |  |

### Gruppo D

#### Classifica
| Pos. | Squadra  | Pt | G | V | N | P | GF | GS | DR  |
| ---- | -------- | -- | - | - | - | - | -- | -- | --- |
| 1.   | Bahrein  | 14 | 6 | 4 | 2 | 0 | 7  | 1  | +6  |
| 2.   | Qatar    | 13 | 6 | 4 | 1 | 1 | 13 | 2  | +11 |
| 3.   | Malaysia | 7  | 6 | 2 | 1 | 3 | 5  | 7  | -2  |
| 4.   | Yemen    | 0  | 6 | 0 | 0 | 6 | 3  | 18 | -15 |

#### Risultati
| Arbitro: | Alireza Faghani |

|                       |           |  |
| Ibrahim 55’ Ali 90+3’ | Marcatori |  |

| Arbitro: | Khalil Al Ghamdi |

|  |           |                       |
|  | Marcatori | 50’ Aaish 85’ Al-Amer |

| Arbitro: | Peter Green |

|                                   |           |              |
| Azamuddin 27’ Khyril Muhymeen 80’ | Marcatori | 12’ Al Hagri |

| Arbitro: | Abdullah Al Hilali |

|           |           |  |
| Aaish 20’ | Marcatori |  |

| Arbitro: | Valentin Kovalenko |

|                                                                |           |  |
| Ibrahim 4’ (rig.), 61’, 76’ Al Haidos 24’ Soria 70’ Afif 90+1’ | Marcatori |  |

| Arbitro: | Ryuji Sato |

|                |           |             |
| Norshahrul 71’ | Marcatori | 45+1’ Saleh |

| Arbitro: | Mohsen Torky |

|                 |           |  |
| Abdul-Latif 72’ | Marcatori |  |

| Arbitro: | Marai Al Awaji |

|             |           |                                                        |
| Al-Sasi 25’ | Marcatori | 24’ Soria 32’ Hassan 55’ (aut.) Al-Radaei 69’ El-Sayed |

| Arbitro: | Kim Sang-Woo |

|  |           |           |
|  | Marcatori | 65’ Salem |

| Arbitro: | Yūichi Nishimura |

|                      |           |  |
| Salmeen 1’ Aaish 88’ | Marcatori |  |

| Doha 5 marzo 2014, ore 18:45 UTC+3 | Qatar            | 0 – 0 referto | Bahrein | Jassim Bin Hamad Stadium\| Arbitro: \| Fahad Al-Mirdasi \| |
| Arbitro:                           | Fahad Al-Mirdasi |               |         |                                                            |

| Arbitro: | Valentin Kovalenko |

|               |           |                        |
| Al Sarori 60’ | Marcatori | 16’ Yahyah 77’ Saarani |

### Gruppo E

#### Classifica
| Pos. | Squadra             | Pt | G | V | N | P | GF | GS | DR  |
| ---- | ------------------- | -- | - | - | - | - | -- | -- | --- |
| 1.   | Emirati Arabi Uniti | 16 | 6 | 5 | 1 | 0 | 18 | 3  | +15 |
| 2.   | Uzbekistan          | 11 | 6 | 3 | 2 | 1 | 10 | 4  | +6  |
| 3.   | Hong Kong           | 4  | 6 | 1 | 1 | 4 | 2  | 13 | -11 |
| 4.   | Vietnam             | 3  | 6 | 1 | 0 | 5 | 5  | 15 | -10 |

#### Risultati
| Tashkent 6 febbraio 2013, ore 16:00 UTC+5 | Uzbekistan    | 0 – 0 referto | Hong Kong | Pakhtakor Markaziy Stadium (16.287 spett.)\| Arbitro: \| Ali Abdulnabi \| |
| Arbitro:                                  | Ali Abdulnabi |               |           |                                                                           |

| Arbitro: | Strebre Delovski |

|                    |           |                             |
| Huỳnh Quốc Anh 60’ | Marcatori | 8’ (rig.) Khalil 67’ Fardan |

| Arbitro: | Abdou |

|                 |           |  |
| Chan Wai Ho 87’ | Marcatori |  |

| Arbitro: | Tan Hai |

|                         |           |             |
| Khalil 58’ Mabkhout 61’ | Marcatori | 16’ Gadoyev |

| Arbitro: | Kim Jong-Hyeok |

|  |           |                                    |
|  | Marcatori | 30’, 55’, 90’ Mabkhout 90+5’ Abbas |

| Arbitro: | Mohsen Torky |

|                                       |           |           |
| Rashidov 69’ Geynrikh 74’ Sergeev 90’ | Marcatori | 78’ Hoang |

| Arbitro: | Alireza Faghani |

|                                                    |           |  |
| Saleh 27’ Abbas 40’ Abdulrahman 80’ Al Hammadi 87’ | Marcatori |  |

| Arbitro: | Kim Jong-Hyeok |

|  |           |                                      |
|  | Marcatori | 40’ Shodiev 46’ Sergeev 89’ Rashidov |

| Arbitro: | Nawaf Shukralla |

|  |           |                              |
|  | Marcatori | 84’ Shodiev 89’ Shorakhmedov |

| Arbitro: | Ryuji Sato |

|                                                    |           |  |
| Abbas 19’ Matar 25’ Mabkhout 31’, 37’ Khalil 90+2’ | Marcatori |  |

| Arbitro: | Kim Sang-Woo |

|             |           |                |
| Sergeev 85’ | Marcatori | 67’ Al Hammadi |

| Arbitro: | Mohd Amirul Izwan Bin Yaacob |

|                                                              |           |                |
| Huỳnh Quốc Anh 23’ Nguyễn Anh Đức 68’ Nguyễn Trọng Hoàng 83’ | Marcatori | 81’ Lam Ka Wai |

### Raffronto tra le terze classificate
| Gruppo | Squadra   | P.ti | G | V | P | S | RF | RS | DR  |
| ------ | --------- | ---- | - | - | - | - | -- | -- | --- |
| C      | Cina      | 8    | 6 | 2 | 2 | 2 | 5  | 6  | -1  |
| B      | Libano    | 8    | 6 | 2 | 2 | 2 | 12 | 14 | -2  |
| D      | Malaysia  | 7    | 6 | 2 | 1 | 3 | 5  | 7  | -2  |
| A      | Siria     | 4    | 6 | 1 | 1 | 4 | 7  | 7  | 0   |
| E      | Hong Kong | 4    | 6 | 1 | 1 | 4 | 2  | 13 | -11 |